# كورت دبليو. فيشر
كورت دبليو. فيشر (بالإنجليزية: Kurt W. Fischer)‏ هو عالم نفس أمريكي، ولد في 9 يونيو 1943 في بالتيمور في الولايات المتحدة.